# Ocarina
Een ocarina is een fluit die veelal gemaakt wordt van aardewerk. De ocarina kan echter ook van porselein, metaal en tegenwoordig ook hout en kunststof gemaakt worden. De vorm van een ocarina is meestal ovaal en het instrument is van binnen hol. Het instrument wordt met beide handen bespeeld en heeft tussen de 4 en 12 vingergaten van verschillende grootte en (met uitzondering van de 4-5 gaten ocarina) een of twee duimgaten.
Natuurkundig gezien is de ocarina een  Helmholtzresonator, het geproduceerde geluid valt op door een nagenoeg ontbreken van boventonen: het is een goede benadering van de sinusoïde golfvorm.
Er zijn ocarina's die meerdere "kamers" hebben. Deze zijn veel groter en hebben tot meer dan 18 vingergaten. Bij meervoudige ocarina's is er maar één duimgat in plaats van twee zoals bij de 12-gatige. Bij men moet de mond over het mondstuk schuiven om een andere kamer te bespelen. De kamers zijn op elkaar gestemd en lopen dus per kamer verder in het notenschema.
Het principiële idee voor het instrument komt uit China, het is mogelijk al duizenden jaren oud. De eerste klassieke, chromatische ocarina werd in de 19de eeuw ontworpen door de Italiaan Giuseppe Donati (1836-1923). Hij gaf dit instrument de naam Ocarina, wat 'kleine gans' betekent. Alle 'vaatfluiten' die voor deze datum werden gemaakt waren veel minder precies gestemd en kunnen niet als ocarina's worden beschouwd. Het instrument werd in de tweede helft van de 19e eeuw populair. Er werd ook in verenigingsverband op gespeeld.

## Samenspel

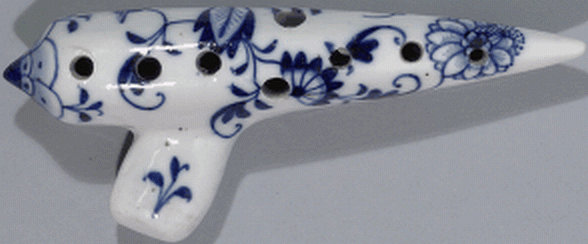
Een porseleinen Meissen-ocarina, vroeg 20ste eeuw

De ocarina is een eenvoudig instrument en doorgaans zijn de oudere modellen niet geschikt om met andere muziekinstrumenten samen te spelen, vanwege de stemming (dan wel het gebrek daaraan); na het bakken is het afwachten hoe de stemming uitvalt. Mocht de stemming niet kloppen dan kunnen de vingergaten met een schuurpapiertje en stemapparaat alsnog exact gestemd worden op de gewenste toon. Moderne ocarina's zijn vaker geschikt om met meerdere instrumenten samen te spelen. Er zijn ook ocarina's die in plaats van C een andere stemming hebben, zoals Bes of D. Tot nu toe is C nog wel de populairste stemming. Let wel: de  naam OCARINA mag alleen gebruikt worden voor de vaat- of tonfluit ontworpen door Giuseppe Donati in 1853. Hij gaf de fluit de vorm van een 'ganzenkopje'; ocarina in het Italiaans.

## Modern gebruik
De Hongaarse componist György Ligeti is een van de weinigen die het instrument voorschreef voor een modern-klassieke compositie: het orkest van zijn Vioolconcert bevat vier ocarina's. 
In 1998 werd de ocarina gebruikt voor het videospel van Nintendo, The Legend of Zelda: Ocarina of Time, waardoor de belangstelling voor het instrument toenam en de verkoop sterk aantrok. Ook in latere spellen komt de ocarina voor.